# اسکای‌لینک عربیا
اسکای‌لینک عربیا (به انگلیسی: SkyLink Arabia) یک شرکت هواپیمایی است. دفتر مرکزی اسکای‌لینک عربیا در دبی، امارات متحده عربی واقع شده‌است و قطب این شرکت هواپیمایی در فرودگاه بین‌المللی دبی قرار دارد و به ۲ مقصد، پرواز انجام می‌دهد.